# Экомодернизм
Экомодернизм – это философское движение или система взглядов, утверждающая, что люди должны защищать природу и улучшать благосостояние людей путем разработки технологий, которые обеспечивают развитие человека, отделяя антропогенные воздействия от природного мира. Экомодернизм поддерживает деятельность государства, направленную на развитие технологий.

## Описание
Экомодернистское мышление в основном развивали мыслители, связанные с Институтом Прорыва , центром экологических исследований в Окленде, штат Калифорния. Однако экомодернистские организации были созданы во многих странах, включая Германию, Финляндию и Швецию. Несмотря на то, что понятие экомодернизм используется для описание модернистского энвайронментализма только с 2013 года, экомодернистские идеи разрабатывались в более ранних работах, например, в книге Стюарта Брэнда “Дисциплина всей земли”, опубликованная в 2009. Также, об экомодернизме писали Мартин Льюис и Эмма Маррис. В “Экомодернистском манифесте”, написанном в 2015 году 18 самопровозглашенных экомодернистов попытались прояснить видение движения. Экомодернисты отвергают идею о том, что “человеческие сообщества должны гармонизировать свою жизнь с природой во избежание экономического и экологического коллапса,” и вместо этого доказывают, что необходимо полагаться на технологии - от ядерной энергии до методов улавливания и хранения углерода - которые позволят “отсоединить развитие человечества от  его влияния на окружающую среду.” Под манифестом подписалось множество научных деятелей, включая ученых Института Прорыва, Гарвардского Университета, Джадавпурского Университета и некоммерческой организации Long Now Foundation.
Экомодернизм предполагает замену пользования природных источников энергии и ресурсов энергетическими, технологическими и синтетическими аналогами и решениями, если они помогают снизить воздействие человека на окружающую среду. Также среди методов борьбы с экологическими проблемами экомодернисты выделяют интенсификацию сельского хозяйства, генетически модифицированные и синтетические продукты питания (для сокращения использования гербицидов и пестицидов), рыбу разводимую на аквакультурных хозяйствах, экологически безопасную утилизацию и переработку отходов, урбанизацию, точное земледелие, микробиологические удобрения, технологии удаления углекислого газа, замену углеродоемких видов топлива (уголь, нефть, газ). Кроме того, для сохранения окружающей среды важна замена источников энергии с низкой плотностью энергии (например, использование дров в странах с низким уровнем дохода, что приводит к вырубке лесов) источниками энергии с высокой плотностью энергии при условии меньшего воздействия на окружающую среду (например, атомная энергия и передовые возобновляемые источники энергии). Ключевой целью экомодернизма является уменьшение влияния человека на окружающую среду и расчистка пространства для жизни и развития дикой природы.
Дебаты, которые лежат в основе экомодернизма, являются результатом антинаучной политики консервативных организаций, отрицавших источники энергии с нулевым выбросом отходов (например, ядерная энергия) (т.н Энергетический поворот). Впоследствии, человечество стало еще более зависимым от ископаемого газа и увеличению выбросов углекислого газа в атмосферу. Основываясь на научно обоснованных практических доводах, экомодернисты вовлечены в дебаты о лучших способах защиты природы, ускорении декарбонизации (обезуглероживании) для замедления глобального потепления и изменения климата. Помимо этого, экомодернисты озадачены ускорением социально-экономического развития бедных слоев населения. В этих дебатах экомодернизм отличается от таких подходов, как экологическая экономика, антирост, сокращение численности населения, невмешательство в экономику (также известное как экономическая доктрина laissez-faire), путь мягкой энергии и централизованное принятие решений. Экомодернизм опирается на американский прагматизм, политическую экологию, эволюционную экономику и модернизм. Разнообразие идей и мнений считается ценностью экомодернизма, чтобы избежать обвинений в догматизме и приверженности крайним взглядам

## Манифест Экомодернистов
В апреле 2015 года 18 самопровозглашенных экомодернистов коллективно опубликовали Экомодернистский манифест.

## Критика и признание
Некоторые журналисты-экологи высоко оценили Манифест Экомодернизма. В "Нью-Йорк таймс" Эдуардо Портер одобрительно отозвался об альтернативном подходе экомодернизма к устойчивому развитию. В статье под названием “Manifesto Calls for an End to 'People Are Bad' Environmentalism" Эрик Холтхаус пишет:"Это всеобъемлюще, это захватывающе, и это дает защитникам окружающей среды то, за что нужно бороться для перемен". Научный журнал Nature опубликовал редакционную статью манифеста.
В основном экомодернистов критикуют из-за того, что они неадекватно признают эксплуататорскими, насильственными и неравноценными технологическую модернизацию, ее гуманность  и заявленную совместимость с неолиберальным капитализмом. В своей книге Джонатан Саймонс утверждает, что экомодернизм принадлежит социал-демократической традиции, предлагая промежуточную альтернативу между невмешательством и антикапитализмом. Так, экомодернизм призывает к государственным инвестициям в технологические преобразования и развитие человеческого потенциала. Аналогично в своей статье Сара А. Мур и Пол Роббинс описывают отправные точки и сходства между экомодернизмом и политической экологией.
Еще одно важное направление критики в адрес экомодернизма исходит от сторонников антироста или стабильной экономики. 18 приверженцев экологической экологии опубликовали длинную статью-ответ на Экомодернистский Манифест ("A Degrowth Response to an Ecomodernist Manifesto"), в котором утверждают, что экомодернисты не дают ни вдохновляющего плана будущих стратегий развития, ни решения наших экологических и энергетических проблем.
В июне 2015 года на ежегодном мероприятии Института Прорыва под названием Диалог несколько авторитетных ученых экологов выступили с критикой экомодернизма. Бруно Латур утверждал, что воспеваемого в манифесте модернизма не существует. Дженни Прайс заявила, что манифест предлагает слишком упрощенный взгляд на человечество и природу. По ее словам, человечество и природа, “становятся невидимыми”, теряя свою значимость, когда о них говорят в общих чертах.

## Открытые письма

### Кампания по спасению АЭС Дьябло Каньон
В январе 2016 года несколько авторов Манифеста экомодернистов, а также Керри Эмануэль, Джеймс Хансен, Стивен Пинкер, Стивен Тиндейл и лауреат Нобелевской премии Бертон Рихтер подписали открытое письмо с призывом не закрывать атомную электростанцию Дьябло-Каньон. Письмо было адресовано губернатору Калифорнии Джерри Брауну, генеральному директору Pacific Gas and Electric Company, и органам управления штата Калифорния.

### Сохранение комплекса АЭС в Иллинойсе
В апреле 2016 года авторы экомодернистского манифеста Шелленбергер, Бранд и Лайнас вместе с другими учеными и защитниками природы, такими как Хансен, Рихтер и Эмануэль, подписали открытое письмо, в котором призвали не закрывать шесть действующих атомных электростанций в Иллинойсе: Брэйдвуд, Байрон, Клинтон, Дрезден, Ласалль и Квадрограды. Вместе они обеспечивают Иллинойсу первое место в Соединенных Штатах в 2010 году по электроэнергии с нулевым уровнем выбросов, ядерной мощности и атомной энергетике. Выработка электроэнергии на ее атомных электростанциях составляли 12% от общего объема производства в Соединенных Штатах. В 2010 году 48% электроэнергии Иллинойса вырабатывалось с использованием ядерной энергии.